# Kim Ki-sung
Kim Ki-sung (* 14. Mai 1985 in Seoul) ist ein ehemaliger südkoreanischer Eishockeyspieler, der einen Großteil seiner Karriere bei Anyang Halla in der Asia League Ice Hockey, die er sechsmal gewinnen konnte, unter Vertrag stand. Er nahm an den  Olympischen Winterspielen 2018 im eigenen Land teil. Sein jüngerer Bruder Kim Sang-wook ist ebenfalls südkoreanischer Eishockeynationalspieler.

## Karriere
Kim Ki-sung begann seine Karriere als Eishockeyspieler in der Mannschaft der Kyungsung Highschool. Als 19-Jähriger wechselte er für vier Jahre zur Yonsei-Universität. Durch seine Auftritte in der Nationalmannschaft wurde der Anyang Halla, eine der beiden südkoreanischen Mannschaften in der Asia League Ice Hockey auf ihn aufmerksam. Sowohl 2010 als auch 2011 konnte er mit seinem Team die Meisterschaft erringen. Anschließend wechselte er in die US-amerikanische Central Hockey League zu den Tulsa Oilers. Dort kam er jedoch nicht zum Zuge und spielte lediglich dreimal. Folgerichtig verließ er die Mannschaft aus Oklahoma bereits nach einem Jahr und schloss sich 2012 gemeinsam mit seinem Bruder dem finnischen Zweitligisten HC Keski-Uusimaa an. 2013 kehrte er nach Südkorea zurück und spielte eine Spielzeit für Daemyung Sangmu, die neugebildete dritte südkoreanische Mannschaft in der Asia League Ice Hockey. Anschließend verließ er das Team wieder und kehrte zu seiner früheren Mannschaft Anyang Halla zurück. Mit seiner Mannschaft konnte er 2015 zwar die Hauptrunde der Asia League für sich entscheiden und wurde selbst zum wertvollsten Spieler der Hauptrunde gewählt. Das Playoff-Finale wurde jedoch glatt mit drei Niederlagen gegen die Tōhoku Free Blades aus Japan verloren. 2016, 2017 und 2018 konnte er mit Anyang dann seine Titel drei bis fünf in der Asia League erringen. 2020 wurde er Torschützenkönig der Asia League. 2023 folgte der sechste Titelgewinn in der Asia League. Anschließend beendete er seine Karriere und wurde Assistenztrainer seines Klubs.

### International
Für Südkorea nahm Kim Ki-sung bereits an der U-18-Weltmeisterschaft teil. Nachdem er in der Division II der U-20-Weltmeisterschaft 2005 mit elf Toren in fünf Spielen aufgefallen war, wurde er für die anschließende Herren-WM 2005 (ebenfalls Division II) nominiert und gab dort sein Debüt in der A-Nationalmannschaft des asiatischen Landes. Nachdem seine Mannschaft auch im Folgejahr den Aufstieg verpasste, obwohl Kim mit zehn Toren in fünf Spielen ein hervorragendes Turnier spielte, gelang den Südkoreanern bei der WM 2007 der Sprung in die Division I. 2008 mussten Kim und die südkoreanische Mannschaft jedoch den sofortigen Abstieg hinnehmen. Aber bereits ein Jahr später trugen Kims sechs Tore zum Wiederaufstieg bei. Diesmal lief es für die Asiaten besser, denen durch ein 5:2 im abschließenden Spiel gegen Kroatien, zu dem auch Kim ein Tor beisteuerte, bei den Titelkämpfen 2010 erstmals der Klassenerhalt in der Division I gelang. Kim selbst war zweitbester Vorbereiter hinter dem Slowenen Žiga Jeglič und drittbester Scorer hinter Jeglič und dessen Landsmann Rok Tičar. Auch 2011 und 2012 vertrat Kim sein Land erneut bei den Weltmeisterschaften. Nach dem Aufstieg durch ein 3:2 gegen Gastgeber Polen spielte Südkorea bei der folgenden Weltmeisterschaft 2013 erstmals in der A-Gruppe der Division I. Dort wurde Kim mit vier Toren und zwei Vorlagen drittbester Scorer hinter dem Kasachen Startschenko und dem Italiener Iannone, zwei Spielern, die mit ihren Mannschaften in die Top-Gruppe der Weltmeisterschaften aufstiegen. Zwei seiner vier Tore erzielte er beim Spiel gegen Ungarn, das die Südkoreaner nach einem 1:4-Rückstand nach zwei Dritteln noch mit 5:4 nach Penalty-Schießen gewinnen konnte. Dabei verwandelte er den entscheidenden Penalty. Auch 2014 spielte er dort, musste mit der südkoreanischen Mannschaft beim Turnier im heimischen Goyang aber den Abstieg in die B-Gruppe der Division I hinnehmen. 2015 trug er mit je vier Vorlagen und Toren zum Wiederaufstieg der Asiaten in die A-Gruppe der Division I bei. Dort gelangen bei der Weltmeisterschaft 2016 zwei Siege gegen Polen und Japan, was zum Klassenerhalt ausreichte. Bei der Weltmeisterschaft 2017, als er zum besten Spieler seines Teams gewählt wurde, gelang ihm mit den Südkoreanern durch einen zweiten Platz hinter Österreich der erstmalige Aufstieg in die Top-Division. Dort spielte er dann bei der Weltmeisterschaft 2018, musste mit seinem Team aber den sofortigen Wiederabstieg hinnehmen. Anschließend spielte er bei den Weltmeisterschaften 2019, 2022 und 2023 erneut in der Division I.
Bei den Winter-Asienspielen 2007 und 2011 gewann er mit der südkoreanischen Mannschaft jeweils hinter Kasachstan und Japan die Bronzemedaille. Bei den Winter-Asienspielen 2017 belegte er mit den Südkoreanern Platz zwei hinter Kasachstan. Zudem vertrat er seine Farben bei den Qualifikationsturnieren für die Olympischen Winterspiele in Sotschi 2014 und in Peking 2022 sowie bei den Winterspielen 2018 im eigenen Land.

## Erfolge und Auszeichnungen
- 2010 Gewinn der Asia League Ice Hockey mit Anyang Halla
- 2011 Gewinn der Asia League Ice Hockey mit Anyang Halla
- 2015 Wertvollster Spieler der Asia League Ice Hockey
- 2016 Gewinn der Asia League Ice Hockey mit Anyang Halla
- 2017 Gewinn der Asia League Ice Hockey mit Anyang Halla
- 2018 Gewinn der Asia League Ice Hockey mit Anyang Halla
- 2020 Torschützenkönig der Asia League Ice Hockey
- 2023 Gewinn der Asia League Ice Hockey mit Anyang Halla

### International
- 2007 Aufstieg in die Division I bei der Weltmeisterschaft der Division II, Gruppe B
- 2007 Bronzemedaille bei den Winter-Asienspielen
- 2009 Aufstieg in die Division I bei der Weltmeisterschaft der Division II, Gruppe B
- 2011 Bronzemedaille bei den Winter-Asienspielen
- 2012 Aufstieg in die Division I, Gruppe A, bei der Weltmeisterschaft der Division I, Gruppe B
- 2015 Aufstieg in die Division I, Gruppe A, bei der Weltmeisterschaft der Division I, Gruppe B
- 2017 Silbermedaille bei den Winter-Asienspielen
- 2017 Aufstieg in die Top-Division bei der Weltmeisterschaft der Division I, Gruppe A

## Asia-League-Statistik
(Stand: Ende der Saison 2022/23)